# Championnat d'Afrique des nations de football
Ne doit pas être confondu avec Coupe d'Afrique des nations de football ou Coupe d'Afrique des nations de football des moins de 23 ans.
Le Championnat d'Afrique des nations (CHAN) est une compétition internationale de football en Afrique, organisée par la Confédération africaine de football (CAF) tous les deux ans en alternance avec la CAN, dont la particularité est que seuls les joueurs évoluant dans un club de leur pays peuvent y participer.

## Histoire
L'idée du CHAN est née en septembre 2007 à Johannesbourg en Afrique du Sud au cours d'une première réunion du comité exécutif de la Confédération africaine de football, et est confirmée en janvier 2008, avant la Coupe d'Afrique des nations de football 2008. Très prisé, l'objectif de la CAF est de créer une belle vitrine pour les footballeurs des championnats africains et donner aux joueurs locaux une chance de s'exprimer au niveau international.
En février 2008, face au Soudan et à l'Égypte, la Côte d'Ivoire est unanimement choisie par le comité exécutif de la CAF présidé par le Camerounais Issa Hayatou pour abriter la première édition du CHAN devant se dérouler du 22 février au 8 mars 2009. Après cette décision, la CAF établit le calendrier des qualifications au CHAN 2009. Le 8 mars 2009, la République démocratique du Congo a battu le Ghana 2-0 pour devenir le premier vainqueur du tournoi.
Le Comité exécutif décide, pour la deuxième édition du CHAN et les éditions suivantes, de porter le nombre d'équipes qualifiées de 8 à 16 pour la phase finale.
Depuis 2014 et la 3e édition en Afrique du Sud, ce tournoi bénéficie de la reconnaissance de la FIFA qui l’a intégré parmi les compétitions prises en compte dans l’établissement du classement FIFA.
En 2021, le Maroc (2018 et 2020) devient le deuxième pays avec la République démocratique du Congo (2009 et 2016) à remporter le trophée à deux reprises dans l'histoire du Championnat d'Afrique des nations de football (CHAN), et le premier pays à l'emporter à deux reprises consécutives.
De nouvelles règles ont été établies en 2024 : dorénavant, les joueurs qui jouent dans le continent africain peuvent participer à la compétition, alors qu'auparavant ne pouvaient concourir que les joueurs locaux jouant dans leur propre pays.

### Sponsor officiel
En juillet 2016, Total a annoncé avoir passé un accord de parrainage avec la Confédération africaine de football. Total est désormais le « sponsor titre » des compétitions organisées par la CAF. L’accord vaut pour les huit prochaines années et concernera les dix principales compétitions organisées par la CAF, dont le Championnat d'Afrique des Nations, qui est désormais baptisé « Championnat d’Afrique des Nations TotalEnergies ».
L’édition de 2018 est organisée au Maroc.

### Classement FIFA
Le Championnat d'Afrique des nations de football est désormais pris en compte au classement mondial de la FIFA à la date du 2014

## Statistiques et records

### Palmarès
| Édition | Année | Hôte(s)                | Vainqueur    | Score         | Finaliste | Troisième     | Score         | Quatrième |
| ------- | ----- | ---------------------- | ------------ | ------------- | --------- | ------------- | ------------- | --------- |
| 1re     | 2009  | Côte d'Ivoire          | RD Congo (1) | 2–0           | Ghana     | Zambie        | 2–1           | Sénégal   |
| 2e      | 2011  | Soudan                 | Tunisie (1)  | 3–0           | Angola    | Soudan        | 1–0           | Algérie   |
| 3e      | 2014  | Afrique du Sud         | Libye (1)    | 0–0 (4-3 pen) | Ghana     | Nigeria       | 1–0           | Zimbabwe  |
| 4e      | 2016  | Rwanda                 | RD Congo (2) | 3–0           | Mali      | Côte d'Ivoire | 2–1           | Guinée    |
| 5e      | 2018  | Maroc                  | Maroc (1)    | 4–0           | Nigeria   | Soudan        | 1–1 (4-2 pen) | Libye     |
| 6e      | 2020  | Cameroun               | Maroc (2)    | 2–0           | Mali      | Guinée        | 2–0           | Cameroun  |
| 7e      | 2022  | Algérie                | Sénégal (1)  | 0−0 (5-4 pen) | Algérie   | Madagascar    | 1−0           | Niger     |
| 8e      | 2024  | Kenya Ouganda Tanzanie |              |               |           |               |               |           |

### Bilan par nation
Bilan par nation (au moins une finale) :
| Rang | Nation        | Vainqueur | Finaliste | Troisième | Années     |
| ---- | ------------- | --------- | --------- | --------- | ---------- |
| 1    | RD Congo      | 2         | 0         | 0         | 2009, 2016 |
| 1    | Maroc         | 2         | 0         | 0         | 2018, 2020 |
| 3    | Tunisie       | 1         | 0         | 0         | 2011       |
| 3    | Libye         | 1         | 0         | 0         | 2014       |
| 3    | Sénégal       | 1         | 0         | 0         | 2022       |
| 6    | Ghana         | 0         | 2         | 0         |            |
| 6    | Mali          | 0         | 2         | 0         |            |
| 8    | Nigeria       | 0         | 1         | 1         |            |
| 9    | Angola        | 0         | 1         | 0         |            |
| 9    | Algérie       | 0         | 1         | 0         |            |
| 11   | Soudan        | 0         | 0         | 2         |            |
| 12   | Côte d'Ivoire | 0         | 0         | 1         |            |
| 12   | Guinée        | 0         | 0         | 1         |            |
| 12   | Zambie        | 0         | 0         | 1         |            |

### Vainqueurs par régions
| Fédération (région)        | Vainqueur(s)                       | Nombre de titres |
| -------------------------- | ---------------------------------- | ---------------- |
| UNAF (Afrique du Nord)     | Maroc (2), Libye (1), Tunisie (1), | 4 titres         |
| UNIFFAC (Afrique centrale) | RD Congo (2)                       | 2 titres         |
| WAFU (Afrique de l'Ouest)  | Sénégal (1)                        | 1 titres         |
| CECAFA (Afrique de l'Est)  | Rien                               | 0 titre          |
| COSAFA (Afrique australe)  | Rien                               | 0 titre          |

### Nombre de participations par nation
Ce tableau comprend les apparitions des équipes qualifiées après les éliminatoires du CHAN 2020. 
| Nombre de participations | Nation                                                                      |
| ------------------------ | --------------------------------------------------------------------------- |
| 6                        | RD Congo, Ouganda                                                           |
| 5                        | Cameroun, Côte d'Ivoire, Libye, Mali, Zimbabwe                              |
| 4                        | Angola, Congo, Ghana, Maroc, Niger, Rwanda, Zambie                          |
| 3                        | Burkina Faso, Éthiopie, Gabon, Guinée, Mauritanie, Nigeria, Sénégal, Soudan |
| 2                        | Afrique du Sud, Algérie, Mozambique, Namibie, Tanzanie, Tunisie             |
| 1                        | Burundi, Guinée équatoriale, Togo, Madagascar                               |

### Records individuels
| Année | Joueur                                                                                  | Buts |
| ----- | --------------------------------------------------------------------------------------- | ---- |
| 2009  | Given Singuluma                                                                         | 5    |
| 2011  | Zouhaier Dhaouadi Slama Kasdaoui El Arbi Hillel Soudani Myron Shongwe Mudathir El Tahir | 3    |
| 2014  | Bernard Parker                                                                          | 4    |
| 2016  | Meschack Elia Chisom Chikatara Ahmed Akaichi                                            | 4    |
| 2018  | Ayoub El Kaabi                                                                          | 9    |
| 2020  | Soufiane Rahimi                                                                         | 5    |
| 2022  | Aymen Mahious                                                                           | 5    |

| Année | Sélectionneur vainqueur | Sélection |
| ----- | ----------------------- | --------- |
| 2009  | Jean-Santos Muntubile   | RD Congo  |
| 2011  | Sami Trabelsi           | Tunisie   |
| 2014  | Javier Clemente         | Libye     |
| 2016  | Florent Ibenge          | RD Congo  |
| 2018  | Jamal Sellami           | Maroc     |
| 2020  | Houcine Ammouta         | Maroc     |
| 2022  | Pape Thiaw              | Sénégal   |

#### Triplés
Un triplé est réalisé lorsque le même joueur marque trois buts dans le même match. Classés par ordre chronologique.
| Sequence | Joueur           | Nombre de buts | Le temps des buts | Représentant | Score final | Adversaire    | Tournoi | Tour             | Date            |
| -------- | ---------------- | -------------- | ----------------- | ------------ | ----------- | ------------- | ------- | ---------------- | --------------- |
| 1        | Given Singuluma  | 3              | 36', 49', 50'     | Zambie       | 3–0         | Côte d'Ivoire | 2009    | Phase de groupes | 22 février 2009 |
| 2        | Chisom Chikatara | 3              | 75', 81', 90'     | Nigeria      | 4–1         | Niger         | 2016    | Phase de groupes | 18 janvier 2016 |
| 3        | Ayoub El Kaabi   | 3              | 27', 65', 68'     | Maroc        | 3–1         | Guinée        | 2018    | Phase de groupes | 17 janvier 2018 |